# 十大電視廣告頒獎典禮
《十大電視廣告頒獎典禮》（英文：Most Popular TV Commercial Awards）由亞洲電視及香港廣告客戶協會聯合舉辦，始於1995年，一直舉辦至2010年，已舉辦了十五屆，頒獎禮通常在亞洲電視本港台播出。
以往十大電視廣告頒獎典禮都是在3月至4月期間舉行；可是受到亞視財政問題困擾及TVB最受歡迎電視廣告大獎的舉行，於2009年停辦一年。2010年一度恢復舉辦，但2011年起因王征入主亞視而再度停辦。

## 甄選及投票
1. 從上一年曾在香港的電視台播放的電視廣告中，選出300個候選廣告，交由初步評選委員會審核。選委包括廣告創作人、媒體業界人士、廣告客戶代表、調研機構人士、學者。[3]:287-288
2. 再由初步評選委員會選出50個入圍的優異廣告。[3]:288
3. 以一個月的時間，由市民以不同的方式（電話投票、巡迴展覽現場投票、互聯網投票及以郵寄方式寄回於報章雜誌刊登或於各大連鎖店派發之投票表格）去投出10個最受歡迎廣告。[3]:288
4. 「投票日」所得票數將佔50%，而其餘途徑所得票數佔另外的50%。選票將直接交由獨立市場研究公司去作點算。[3]:288

## 獎項

### 主要獎項
最高榮譽獎項
最高榮譽大獎 （第9屆 - ）
最高榮譽電視廣告 （第1屆 - 第8屆）
十大電視廣告
十大最受歡迎廣告 （第9屆 - ）
十大電視廣告 （第1屆 - 第8屆）

### 特別獎項
演員獎項
最出位電視廣告演員大獎 （第11屆）
最具潛質新一代演員電視廣告大獎 （第9屆）
- 男演員獎項

最佳電視廣告男主角 （第14屆 - ）
最受歡迎電視廣告男演員大獎 （第5屆、第11屆、第13屆）
最突出電視廣告男演員大獎 （第12屆）
最突出男演員電視廣告大獎 （第10屆）
最具型格男演員電視廣告大獎 （第8屆 - 第9屆）
最佳電視廣告男演員大獎 （第6屆 - 第7屆）
最突出電視廣告男演員大獎 （第4屆）
最有性格電視廣告男演員大獎 （第3屆）
傑出電視廣告男演員大獎 （第1屆 - 第2屆）
- 女演員獎項

最佳電視廣告女主角 （第14屆 - ）
最受歡迎電視廣告女演員大獎 （第11屆、第13屆）
最出色電視廣告女演員大獎 （第12屆）
最具氣質女演員電視廣告大獎 （第10屆）
最具姿采女演員電視廣告大獎 （第9屆）
最具風采女演員電視廣告大獎 （第8屆）
最佳電視廣告女演員大獎 （第6屆 - 第7屆）
最突出電視廣告女演員大獎 （第5屆）
最有星味電視廣告女演員大獎 （第3屆 - 第4屆）
傑出電視廣告女演員大獎（第1屆 - 第2屆）
- 小演員獎項

最佳電視廣告小演員大獎 （第15屆 - ）
最可愛電視廣告小演員大獎 （第12屆 - 第13屆）
最受歡迎電視廣告小演員大獎 （第11屆）
最具童真小演員電視廣告大獎 （第10屆）
最具純真小演員電視廣告大獎 （第9屆）
最Cute小演員電視廣告大獎 （第8屆）
最趣緻電視廣告小演員大獎 （第3屆、第6屆 - 第7屆）
傑出電視廣告小演員大獎（第1屆）
明星獎項
最佳電視廣告明星大獎 （第14屆 - ）
最受歡迎電視廣告明星大獎（第6屆 - 第7屆、第13屆）
最受歡迎明星電視廣告大獎 （第10屆）
我最喜愛明星廣告大獎  （第4屆）
- 男明星獎項

最突出男明星電視廣告大獎 （第12屆）
最受歡迎電視廣告男明星大獎 （第2屆 - 第5屆、第11屆）
最受歡迎男明星電視廣告大獎 （第9屆）
- 女明星獎項

最受歡迎電視廣告女明星大獎 （第2屆 - 第5屆、第11屆 - 第12屆）
最受歡迎女明星電視廣告大獎 （第9屆）
廣告歌曲獎項
最佳電視廣告歌曲大獎 （第15屆 - ）
最受歡迎電視廣告歌曲大獎 （第4屆 - 第6屆、第8屆 - 第13屆）
傑出電視廣告歌曲大獎 （第1屆 - 第3屆、第7屆）
其他獎項
生活品味廣告大獎 （第15屆 - ）
最觸動人心電視廣告大獎 （第15屆 - ）
最具創意電視廣告大獎 （第14屆 - ）
最佳電視廣告口號大獎 （第14屆）
最佳動作場面電視廣告大獎 （第14屆）
最深刻印象電視廣告大獎 （第12屆 - 第13屆）
最受年青人歡迎電視廣告大獎 （第11屆 - 第13屆）
最具健康活力電視廣告大獎 （第13屆）
最具創意服務電視廣告大獎 （第13屆）
最受歡迎創意服務電視廣告大獎　（第12屆）
最溫馨電視廣告大獎 （第12屆 - 第13屆）
最受歡迎公益電視廣告大獎 （第13屆）
最滋味電視廣告大獎　（第12屆）
最色香味電視廣告大獎  （第11屆）
最會心微笑電視廣告大獎　（第11屆 - 第12屆）
最令人會心微笑電視廣告大獎  （第9屆）
最熱最潮電視廣告大獎　（第12屆）
最合拍電視廣告大獎 （第11屆）
最浪漫愛情電視廣告大獎 （第11屆）
最獨特造型電視廣告大獎 （第10屆）
最具香港精神電視廣告大獎 （第10屆）
最迷人肌膚電視廣告大獎 （第9屆）
最貼切電視廣告標語大獎 （第8屆）
躍躍欲試電視廣告大獎 （第8屆）
最佳戀人電視廣告大獎 （第8屆）
最深刻印象亞洲電視藝員廣告大獎 （第8屆）
最受香港觀眾歡迎羊城電視廣告（金、銀、銅獎） （第7屆）
最佳電視廣告造型大獎 （第6屆）
最受歡迎電視廣告雜誌大獎 （第5屆 - 第6屆）
經典電視廣告成就大獎 （第6屆）
特別視覺效果大獎 （第5屆）
最受歡迎電視廣告故事大獎 （第4屆）
傑出電視廣告動物大獎 （第1屆）

## 相關連結
- 亞洲電視
- TVB最受歡迎電視廣告大獎

## 外部連結
- 第十五屆十大電視廣告頒獎典禮官方網頁